# إلما ميلر
إلما ميلر هي ملحنة كندية، ولدت في 6 أغسطس 1954.